# Koichi Sato
Koichi Sato (佐藤 洸一 Sato Koichi?), född 28 november 1986 i Mie prefektur, är en japansk fotbollsspelare.
Sato började sin karriär 2008 i FC Gifu. Efter FC Gifu spelade han för V-Varen Nagasaki, Zweigen Kanazawa och Ventforet Kofu.